# Bundesverband Solare Mobilität
Der Bundesverband Solare Mobilität e.V. (BSM) ist ein Interessenverband zur Förderung der elektrischen Mobilität, insbesondere in Verbindung mit der Erzeugung des benötigten Stromes aus regenerativen Energiequellen.
Mitglieder sind Unternehmen wie Fahrzeugkonstrukteure und -produzenten, Experten für Verkehrssysteme und Sicherheit, Lieferanten von Strom aus erneuerbaren Energien, Ladeverfahrens-Techniker und Batterieentwickler sowie private und gewerbliche Nutzer von strom- oder solarbetriebenen Fahrzeugen aller Art.

## Aktivitäten
In den Jahren seiner Existenz hat sich der Verein zum wichtigsten Ansprechpartner für erneuerbare E-Mobilität in Deutschland entwickelt. Seine Expertise ist auch im Bundesumweltministerium, dem Umweltbundesamt und dem Wirtschaftsministerium gefragt, bei deren Projekten und Fachtagungen der BSM in vielfältiger Weise eingebunden ist.
Der Verein ist in der Öffentlichen Liste über die Registrierung von Verbänden und deren Vertretern des Bundestagspräsidenten aufgeführt. Ausweislich dieser Liste (Stand April 2015) hat der Verband 350 Mitglieder, 15 Organisationen sind ihm angeschlossen.
Der Verein erarbeitet Lösungen zu aktuellen Fragestellungen der elektrischen Mobilität und ist in der Arbeitsgruppe „Mobilität“ im Bundesverband Erneuerbare Energie (BEE), der Arbeitsgruppe „Infrastruktur und Netzintegration“ der Nationalen Plattform Elektromobilität (NPE) und anderen ständigen Gremien vertreten, in denen die Mobilität aus erneuerbaren Energien im Mittelpunkt steht.
Der Verein hat in den letzten 20 Jahren über 10 Konferenzen und über 100 Sonderschauen für nachhaltige und solare Mobilität selbst organisiert. und nimmt an regionalen und überregionalen Aktivitäten zur Elektromobilität teil. So gewann beispielsweise ein BSM-Mitglied die Wave2011, ein Rennen für Elektrofahrzeuge. Auch war der Verein seit der ersten Auflage 2009 Aussteller bei der Münchner Elektromobilitätsmesse eCarTec, meist wie 2010 als Hauptaussteller zusammen mit Partnern. Der BSM-Vorsitzende ist Mitglied im Ausstellerbeirat der Messe.
Der BSM betrieb das Park&Charge-Ladenetzwerk in Deutschland, dessen Stromtankstellen im LEMnet-Verzeichnis gelistet sind. Sowohl Park&Charge als auch das Stromstankstellenverzeichnis LEMnet.org sind mittlerweile in eigenständige Vereine ausgegliedert. Der Verein LEMnet Europe stellt aktuelle Informationen über Ladestationen in Deutschland und Europa im Internet und in APPs für Smartphones zur Verfügung, außerdem stehen auf der Internetseite POI-Dateien für gängige Navisysteme zum Download bereit. 
Der Verein nutzte die viermal jährlich erscheinende unabhängige Fachzeitschrift EMobile plus solar, früher Solarmobil Mitteilungen bis Ende 2014 als offizielles Mitteilungsorgan. Die Zeitschrift ist ab 2015 für BSM-Mitglieder auf Wunsch vergünstigt direkt beim Herausgeber erhältlich. 
Der Verein erarbeitet einen umfassenden Marktüberblick über verfügbare Elektroautos, elektrische Zweiradfahrzeuge sowie Nutzfahrzeuge mit Elektroantrieb und stellt diesen allen Interessenten zur Verfügung.
Zur Anfang 2015 von der Regierungskoalition vorgestellte Ladesäulenverordnung (LSV) für Deutschland brachte der BSM zusammen mit Betreiberverbänden von Stromtankstellen Stellungnahmen, Kritik und zahlreiche Änderungsvorschläge ein, die von der Politik bis zur Beratung im Bundesrat sämtlich missachtet wurden. Mit einem Anschreiben wandte man sich direkt an den Wirtschafts- und Verkehrsausschuss des Bundesrates. Die Bundesratsversammlung vertagte am 3. Dezember 2015 die Abstimmung über die LSV, am 9. März 2016 wurde sie zum 17. März 2016 in Kraft gesetzt.

## Geschichte
Gegründet wurde der Verband am 2. Dezember 1989 unter dem Namen Fahrer- und Konstrukteurverband Solarmobil. Die späteren Vorsitzenden Hans Jürgen Erk, Roland Reichel und Thomic Ruschmeyer waren als Gründungsmitglieder mit dabei. Vorsitzender von 1989 bis 1992 war Hans Jürgen Erk, der seinerzeit den MiniEl, später CityEl, aus Dänemark importierte. Von 1992 bis 2006 war Roland Reichel Vorsitzender des Vereins, seit 2006 ist Thomic Ruschmeyer der Vorsitzende. Der jetzige Ehrenvorsitzende Roland Reichel ist weiterhin der Herausgeber der seit Oktober 1987 erscheinenden Zeitschrift „EMobile plus solar“.
Ende 1992 erhielt der Verein den neuen Namen Bundesverband Solarmobil.
Mitte 2004 erfolgte eine weitere Umbenennung, seitdem trägt der Verein den heutigen Namen Bundesverband Solare Mobilität.